# Causas da Segunda Guerra Mundial

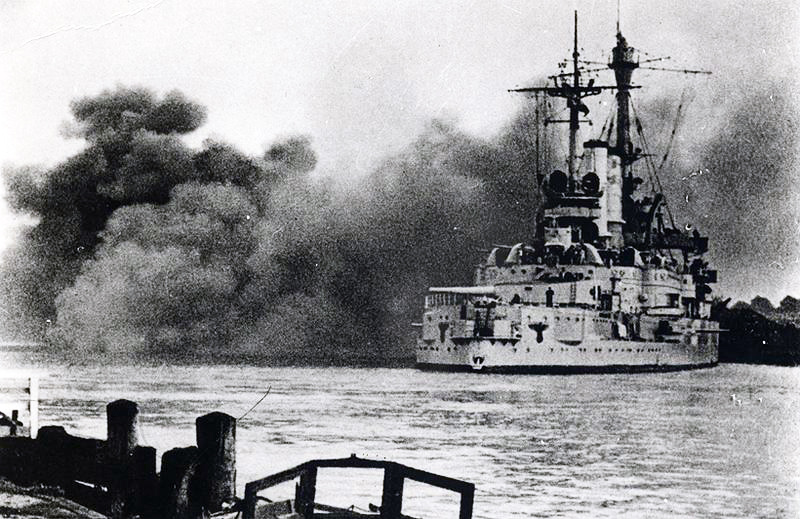
O encouraçado alemão Schleswig-Holstein atacou Westerplatte no início da guerra, 1 de setembro de 1939

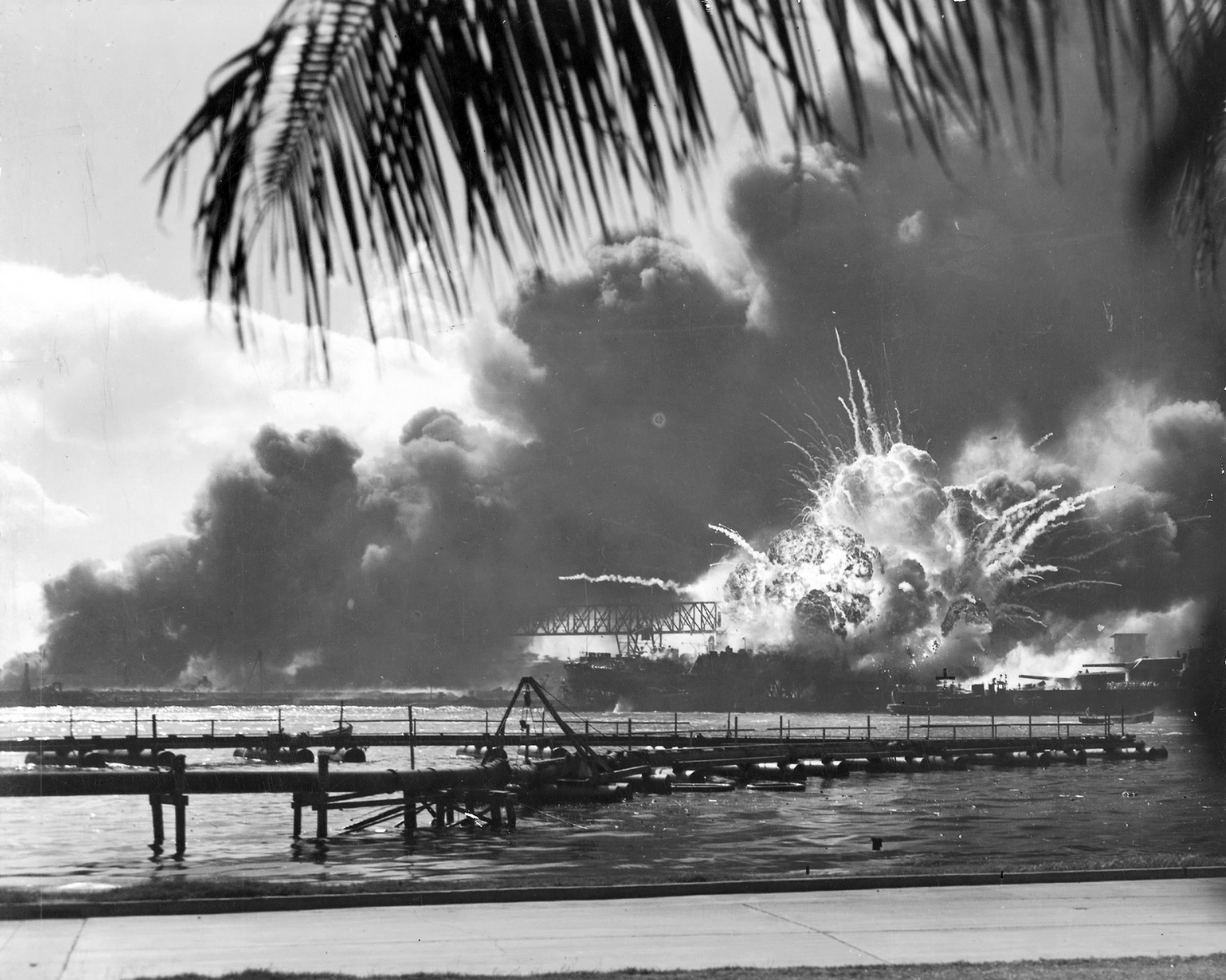
O contratorpedeiro USS Shaw explodindo durante o ataque a Pearl Harbor, 7 de dezembro de 1941

Historiadores de muitos países deram atenção considerável ao estudo e compreensão das causas da Segunda Guerra Mundial, uma guerra global de 1939 a 1945 que foi o conflito mais mortal da história da humanidade. O evento precipitante imediato foi a invasão da Polônia pela Alemanha Nazista em 1 de setembro de 1939 e as subsequentes declarações de guerra à Alemanha feitas pelo Reino Unido e pela França, mas muitos outros eventos anteriores foram sugeridos como causas finais. Os principais temas da análise histórica das origens da guerra incluem a conquista política da Alemanha em 1933 por Adolf Hitler e o Partido Nazista; Militarismo japonês contra a China; Agressão italiana contra a Etiópia; e o sucesso inicial da Alemanha em negociar um pacto de neutralidade com a União Soviética para dividir o controle territorial do Leste Europeu entre eles.
Durante o período entreguerras, uma raiva profunda surgiu na República de Weimar, em relação às condições do Tratado de Versalhes de 1919, que puniu a Alemanha por seu papel na Primeira Guerra Mundial com severas condições e pesadas reparações financeiras para evitar que algum dia se tornasse uma potência militar novamente. Isso provocou fortes correntes de revanchismo na política alemã, com queixas focadas principalmente na desmilitarização da Renânia, na proibição da unificação alemã com a Áustria e na perda de alguns territórios de língua alemã e colônias ultramarinas.
A década de 1930 foi uma década em que a democracia foi desacreditada; países em todo o mundo recorreram a regimes autoritários durante a crise econômica mundial da Grande Depressão. Na Alemanha, o ressentimento e o ódio de outros países foram intensificados pela instabilidade do sistema político alemão, pois muitos ativistas rejeitaram a legitimidade da República de Weimar. O aspirante político mais extremista a emergir dessa situação foi Adolf Hitler, líder do Partido Nazista. Os nazistas tomaram o poder totalitário na Alemanha a partir de 1933 e exigiram a anulação das disposições do Tratado de Versalhes. Suas ambiciosas e agressivas políticas internas e externas refletiam as ideologias nazistas de antissemitismo, unificação de todos os alemães, a aquisição de "Espaço Vital" (Lebensraum) para colonos agrários, a eliminação do bolchevismo e a hegemonia de uma raça superior "ariana"/"nórdica" sobre os "sub-humanos" (Untermenschen), como judeus e eslavos. Outros fatores que levaram à guerra incluíram a agressão da Itália Fascista contra a Etiópia e a Albânia, e do Império do Japão contra grande parte do Leste Asiático, resultando na invasão da Manchúria em 1931 e na anexação gradual da maior parte da China.
No início, esses movimentos agressivos encontraram apenas políticas fracas e ineficazes de apaziguamento das outras grandes potências mundiais. A Liga das Nações, criada após a Primeira Guerra Mundial, se mostrou impotente em relação à China e à Etiópia. Um evento próximo decisivo foi a Conferência de Munique de 1938, que aprovou formalmente a anexação da Alemanha da Região dos Sudetas da Checoslováquia. Hitler prometeu que era sua última reivindicação territorial, mas no início de 1939 ele se tornou ainda mais agressivo e os governos europeus finalmente perceberam que o apaziguamento não era garantia de paz. O Reino Unido e a França atrapalharam os esforços diplomáticos para formar uma aliança militar com a União Soviética, e Hitler, em vez disso, ofereceu a Josef Stalin um negócio melhor no Pacto Molotov-Ribbentrop de agosto de 1939. Uma aliança formada pela Alemanha, Japão e Itália levou ao estabelecimento das Potências do Eixo.

## Causas finais

### Legados da Primeira Guerra Mundial

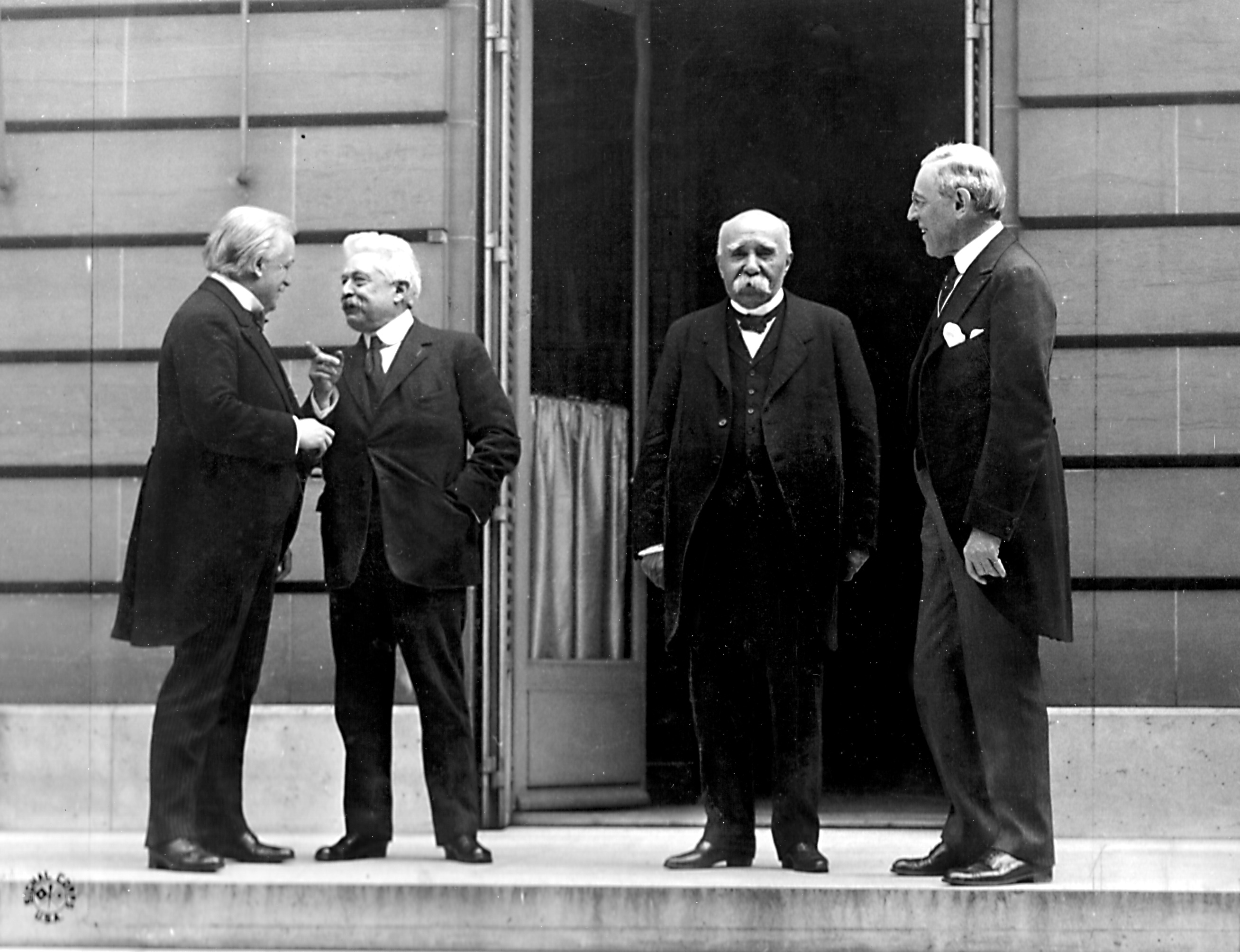
"Os Quatro Grandes" tomaram todas as decisões importantes na Conferência de Paz de Paris (da esquerda para a direita, David Lloyd George do Grã-Bretanha, Vittorio Emanuele Orlando da Itália, Georges Clemenceau da França, Woodrow Wilson dos Estados Unidos)

No final da Primeira Guerra Mundial, no final de 1918, as circunstâncias sociais e geopolíticas do mundo mudaram fundamental e irrevogavelmente. Os Aliados haviam saído vitoriosos, mas muitas das economias e infraestruturas da Europa foram devastadas, incluindo as dos vencedores. A França, junto com os outros países vencedores, estava em uma situação desesperadora em relação à sua economia, segurança e moral, e entendeu que sua posição em 1918 era "artificial e transitória". Assim, o primeiro-ministro da França Georges Clemenceau trabalhou para obter a segurança francesa por meio do Tratado de Versalhes, e as demandas de segurança da França, como reparações, pagamentos de carvão e uma Renânia desmilitarizada, tiveram precedência na Conferência de Paz de Paris de 1919-1920, que concebeu o tratado. A guerra "deve ser culpa de alguém, e essa é uma reação humana muito natural", analisou a historiadora Margaret MacMillan. A Alemanha foi encarregada de iniciar a Primeira Guerra Mundial, e a "Cláusula de Culpa da Guerra" foi o primeiro passo para uma vingança satisfatória para os países vencedores, ou seja, a França, contra a Alemanha. Ginsberg argumenta: "A França estava muito enfraquecida e, em sua fraqueza e medo de uma Alemanha ressurgente, procurou isolar e punir a Alemanha ... A vingança francesa voltaria para assombrar a França durante a invasão e ocupação nazista vinte anos depois."

Alemanha depois do Tratado de Versalhes
----
Administrado pela Liga das Nações
Anexado ou transferido para países vizinhos pelo tratado, ou posteriormente via plebiscito e ação da Liga das Nações
República de Weimar

As duas principais provisões da agenda de segurança francesa foram as reparações de guerra da Alemanha na forma de dinheiro e carvão e uma destacada Renânia alemã. O governo francês imprimiu excesso de moeda, que gerou inflação, para compensar a falta de recursos, além de pedir dinheiro emprestado aos Estados Unidos. As reparações da Alemanha foram necessárias para estabilizar a economia francesa. A França também exigiu que a Alemanha fornecesse à França seu suprimento de carvão do Ruhr para compensar a destruição das minas de carvão francesas durante a guerra. Os franceses exigiram uma quantidade de carvão que era uma "impossibilidade técnica" para os alemães pagarem. A França também insistiu na desmilitarização da Renânia alemã na esperança de impedir qualquer possibilidade de um futuro ataque alemão. Isso deu à França uma barreira de segurança física entre ela e a Alemanha. A quantidade excessiva de reparações, pagamentos de carvão e o princípio de uma Renânia desmilitarizada foram amplamente considerados pelos alemães como um insulto e irracional.
O resultante Tratado de Versalhes trouxe um fim formal à guerra, mas foi julgado por governos de todos os lados do conflito: não foi leniente o suficiente para apaziguar a Alemanha, nem severo o suficiente para impedir que ela se tornasse uma potência continental dominante novamente. Em grande parte, o povo alemão viu o tratado como colocando a culpa, ou "culpa de guerra", na Alemanha e na Áustria-Hungria e punindo-os por sua "responsabilidade", ao invés de elaborar um acordo que assegurasse a paz a longo prazo. O tratado impôs duras reparações monetárias, bem como requisitos de desmilitarização e desmembramento territorial, e causou reassentamento étnico em massa, separando milhões de alemães étnicos em países vizinhos.
No esforço de pagar indenizações de guerra à Grã-Bretanha e a França, a República de Weimar imprimiu trilhões de marcos, causando uma inflação extremamente alta. "Nenhum governo alemão do pós-guerra acreditava que poderia aceitar tal fardo nas gerações futuras e sobreviver ...". Pagar reparações ao lado vitorioso era uma punição tradicional com uma longa história de uso, mas, neste caso, foi a "extrema imoderação" que causou ressentimento aos alemães. A Alemanha não fez seu último pagamento de indenização da Primeira Guerra Mundial até 3 de outubro de 2010, 92 anos após o fim da guerra. A Alemanha também ficou para trás em seus pagamentos de carvão por causa de um movimento de resistência passiva contra os franceses. Em resposta, os franceses invadiram o Ruhr e o ocuparam. A essa altura, a maioria dos alemães estava furiosa com os franceses e colocaram a culpa de sua humilhação na República de Weimar. Adolf Hitler, um líder do Partido Nazista, tentou um golpe de estado da República em 1923 conhecido como Putsch da Cervejaria, por meio do qual pretendia estabelecer um Grande Reich Germânico. Embora isso tenha falhado, Hitler ganhou reconhecimento como herói nacional entre a população alemã.
Durante a guerra, as colônias alemãs fora da Europa foram anexadas pelos Aliados, e a Itália tomou a metade sul do Tirol depois que um armistício foi acordado. A guerra no leste terminou com a derrota e o colapso do Império Russo, e as tropas alemãs ocuparam grandes partes da Leste Europeu e Central (com vários graus de controle), estabelecendo vários estados clientes, como um Reino da Polônia e do Ducado do Báltico Unido. Após a batalha destrutiva e indecisa de Jutlândia em 1916 e o motim de seus marinheiros em 1917, a Kaiserliche Marine passou a maior parte da guerra no porto, apenas para ser entregue aos Aliados e afundado em rendição por seus próprios oficiais. Décadas depois, a falta de uma derrota militar óbvia seria um dos pilares que mantinham o Dolchstosslegende ("lenda da punhalada pelas costas"), dando aos nazistas outra ferramenta de propaganda.
A desmilitarizada Renânia e cortes adicionais nas forças armadas também enfureceram os alemães. Embora seja lógico que a França queira que a Renânia seja uma zona neutra, o fato de a França ter o poder de fazer esse desejo acontecer apenas exacerbou o ressentimento alemão em relação aos franceses. Além disso, o Tratado de Versalhes dissolveu o estado-maior geral alemão e a posse de navios da marinha, aviões, gás venenoso, tanques e artilharia pesada tornou-se ilegal. A humilhação de ser mandado pelos países vencedores, especialmente a França, e de ser despojado de seus valiosos militares fez com que os alemães se ressentissem da República de Weimar e idolatrassem qualquer um que a enfrentasse. A Áustria também considerou o tratado injusto, o que encorajou a popularidade de Hitler.
Essas condições geraram um ressentimento amargo em relação aos vencedores da guerra, que haviam prometido ao povo alemão que os Quatorze Pontos do presidente dos Estados Unidos Woodrow Wilson seriam uma diretriz para a paz; entretanto, os Estados Unidos desempenharam apenas um papel menor na Primeira Guerra Mundial e Wilson não conseguiu convencer os Aliados a concordar em adotar seus Quatorze Pontos. Muitos alemães sentiram que o governo alemão concordou com um armistício com base neste entendimento, enquanto outros sentiram que a Revolução Alemã de 1918-1919 foi orquestrada pelos "criminosos de novembro" que mais tarde assumiram o cargo na nova República de Weimar. Os japoneses também passaram a expressar ressentimento contra os países da Europa Ocidental pela forma como foram tratados durante as negociações do Tratado de Versalhes; sua proposta de começar a trazer a questão da igualdade racial atual não foi colocada no rascunho final e quase não foi discutida na mesa, nada dado em recompensa pela participação japonesa na guerra. Os legados econômicos e psicológicos da Primeira Guerra Mundial persistiram até o período entreguerras.

### Fracasso da Liga das Nações
A Liga das Nações foi uma organização internacional de manutenção da paz fundada após a Primeira Guerra Mundial com o objetivo explícito de prevenir guerras futuras. Os métodos da Liga incluíam desarmamento, segurança coletiva, resolução de disputas entre países por meio da diplomacia de negociação e melhoria do bem-estar global. A filosofia diplomática por trás da Liga representou uma mudança fundamental no pensamento do século anterior. A velha filosofia de "concerto de nações", nascida do Congresso de Viena de 1815, via a Europa como um mapa mutável de alianças entre Estados-nação, criando um equilíbrio de poder mantido por exércitos fortes e acordos secretos. Sob a nova filosofia, a Liga atuaria como um governo de governos, com o papel de resolver disputas entre nações individuais em um fórum aberto e legalista. Apesar de o presidente dos Estados Unidos Woodrow Wilson ser o arquiteto-chefe da Liga, os Estados Unidos nunca se juntaram à Liga das Nações, o que diminuiu seu poder e credibilidade, a adição de uma crescente potência industrial e militar mundial como os Estados Unidos poderia ter adicionado mais força por trás das demandas e pedidos da Liga.
A Liga carecia de uma força armada própria e, portanto, dependia dos países membros para fazer cumprir suas resoluções, manter as sanções econômicas que a Liga ordenava ou fornecer um exército quando necessário para o uso da Liga. No entanto, os governos individuais frequentemente relutavam muito em fazê-lo. Depois de vários sucessos notáveis e alguns fracassos iniciais na década de 1920, a Liga acabou se mostrando incapaz de prevenir a agressão pelas Potências do Eixo na década de 1930. A confiança em decisões unânimes, a falta de um corpo independente de forças armadas e o contínuo interesse próprio de seus principais membros significava que esse fracasso era indiscutivelmente inevitável.

### Expansionismo e militarismo
Expansionismo é a doutrina de expansão da base territorial (ou influência econômica) de um país, geralmente por meio de agressão militar. Militarismo é o princípio ou política de manutenção de uma capacidade militar forte, a ser usada agressivamente para expandir os interesses e/ou valores nacionais, tendo em vista que a eficiência militar é o ideal supremo de um Estado.
Embora o Tratado de Versalhes de 1919 e a Liga das Nações tenham procurado sufocar as políticas expansionistas e militaristas de todos os países, as condições que seus criadores impuseram à nova situação geopolítica mundial e as circunstâncias tecnológicas da época apenas encorajaram o ressurgimento dessas ideologias durante o período entreguerras. No início dos anos 1930, uma ideologia nacional altamente militarista e agressiva prevaleceu na Alemanha Nazista, Império do Japão e na Itália. Essa atitude alimentou avanços na tecnologia militar, propaganda subversiva e, em última instância, também na expansão territorial. Foi observado que os líderes de países que foram repentinamente militarizados muitas vezes sentem necessidade de provar que seus exércitos são formidáveis, e isso muitas vezes contribuiu para o início de conflitos no período entreguerras, como a Segunda Guerra Ítalo-Etíope e a Segunda Guerra Sino-Japonesa.
Na Itália, Benito Mussolini procurou criar um Novo Império Romano, baseado no Mediterrâneo. Ele invadiu a Etiópia já em 1935, Albânia no início de 1938 e mais tarde a Grécia. Isso provocou raiva e um embargo de petróleo da Liga das Nações, que falhou.
Sob o regime nazista, a Alemanha iniciou seu próprio programa de expansão, buscando restaurar as "legítimas" fronteiras da Alemanha histórica. Como um prelúdio para esses objetivos, a Renânia foi remilitarizada em março de 1936. Também era importante a ideia de uma Grande Alemanha, cujos apoiadores esperavam unir o povo alemão sob um Estado-nação, que incluía todos os territórios onde os alemães viviam, independentemente de serem minoria em um determinado território. Após o Tratado de Versalhes, uma unificação entre a Alemanha e uma recém-formada Áustria Alemã, um estado posterior da Áustria-Hungria, foi proibida pelos Aliados, apesar da maioria dos alemães austríacos apoiarem tal união.
Durante o período da República de Weimar (1919–1933), o Kapp-Putsch, uma tentativa de golpe de estado contra o governo republicano, foi lançado por membros insatisfeitos das forças armadas. Depois desse evento, alguns dos militaristas e nacionalistas mais radicais foram submersos a afiliação no Partido Nazista, e elementos mais moderados do militarismo declinaram. O resultado foi um influxo de homens com inclinações militares para o Partido Nazista, que, combinado com suas teorias raciais, alimentou sentimentos irredentistas e colocou a Alemanha em rota de colisão para a guerra com seus vizinhos imediatos.

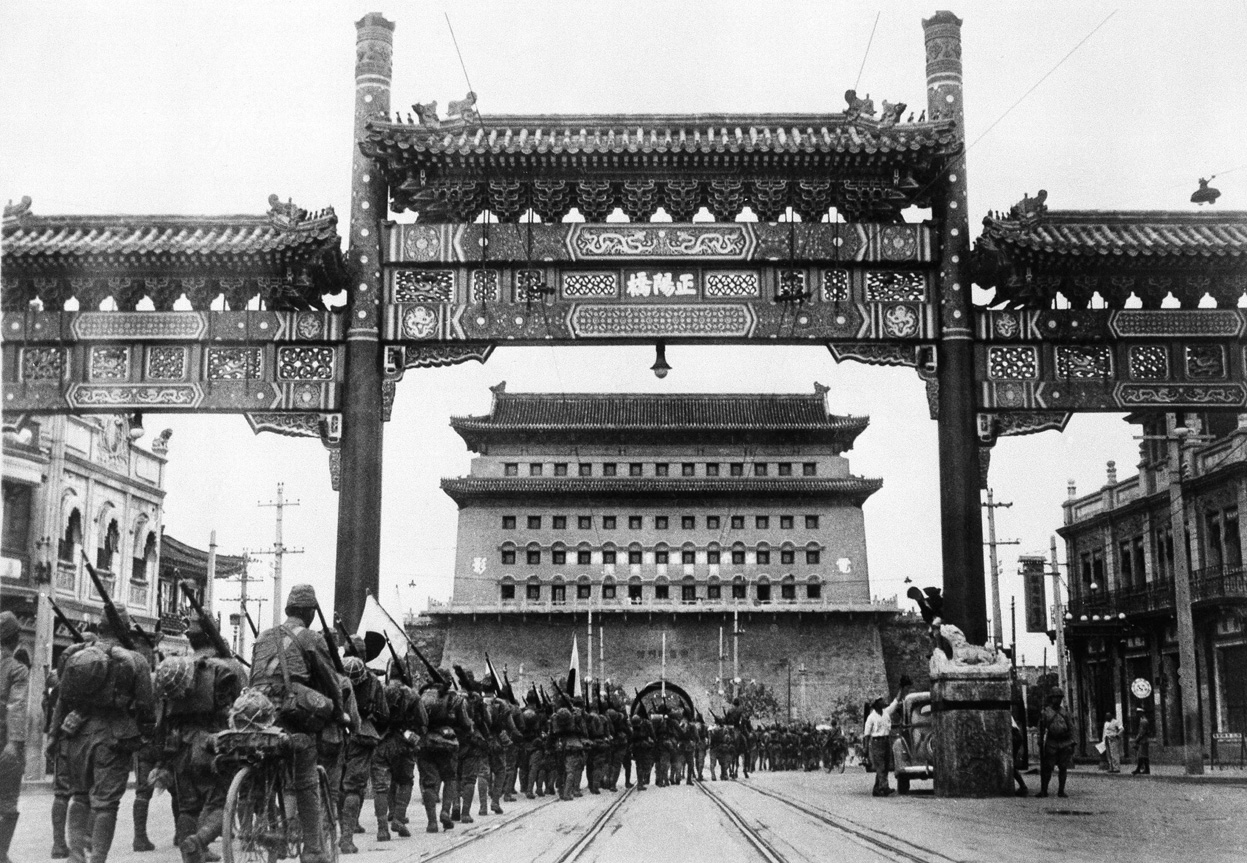
Os japoneses marchando em Zhengyangmen de Pequim depois de capturar a cidade em julho de 1937

Na Ásia, o Império do Japão alimentou desejos expansionistas em relação à Manchúria e à República da China. Dois fatores contemporâneos no Japão contribuíram tanto para o crescente poder de seus militares quanto para o caos no período que antecedeu a Segunda Guerra Mundial. Uma era a Lei do Gabinete, que exigia que o Exército Imperial Japonês e a Marinha Imperial Japonesa nomeassem membros do gabinete antes que as mudanças pudessem ser formadas. Isso essencialmente deu aos militares poder de veto sobre a formação de qualquer gabinete no país aparentemente parlamentarista. O outro fator era gekokujō, ou desobediência institucionalizada por oficiais subalternos. Era comum que oficiais subalternos radicais pressionassem seus objetivos ao ponto de assassinar seus superiores. Em 1936, o fenômeno resultou no Incidente de 26 de Fevereiro em que oficiais subalternos tentaram um golpe de estado e mataram membros importantes do governo japonês. Na década de 1930, a Grande Depressão destruiu a economia do Japão e deu a elementos radicais do exército japonês a chance de forçar todo o exército a trabalhar para a conquista de toda a Ásia. Por exemplo, em 1931, o Exército de Guangdong, uma força militar japonesa estacionada na Manchúria, encenou o Incidente de Mukden, que desencadeou a Invasão da Manchúria e sua transformação no estado fantoche japonês de Manchukuo.

### Alemães vs eslavos
Os eventos do século XX marcaram a culminação de um processo milenar de mistura entre alemães e povos eslavos. A ascensão do nacionalismo no século XIX fez da raça uma peça central da lealdade política. A ascensão do Estado-nação deu lugar à política de identidade, incluindo o Pan-germanismo e o Pan-eslavismo. Além disso, as teorias sociais darwinistas enquadraram a coexistência como uma luta "teutônica versus eslava" pela dominação, terra e recursos limitados. Integrando essas ideias em sua própria visão de mundo, os nazistas acreditavam que os alemães, a "raça ariana", eram a raça superior e que os eslavos eram inferiores.

### Apreensão de recursos e mercados pelo Japão

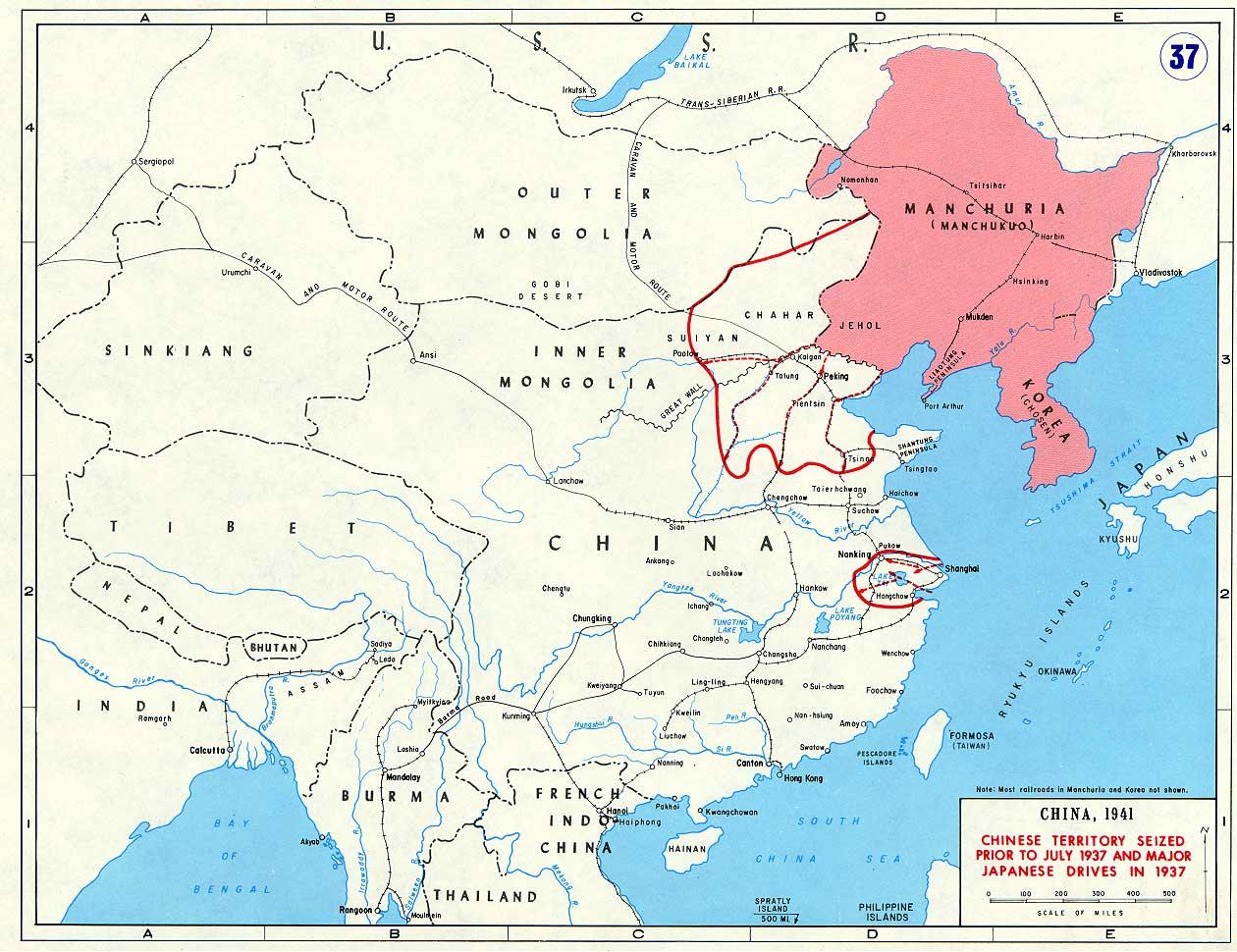
Ocupação japonesa da China em 1937

Além de alguns depósitos de carvão e ferro e um pequeno campo de petróleo na Ilha Sacalina, o Império do Japão carecia de recursos minerais estratégicos. No início do século XX, na Guerra Russo-Japonesa, o Japão conseguiu impedir a expansão do Império Russo no Leste Asiático em competição pela Coreia e a Manchúria.
O objetivo do Japão depois de 1931 era o domínio econômico da maior parte do Leste Asiático, frequentemente expresso em termos pan-asiáticos de "Ásia para os asiáticos". O Japão estava determinado a dominar o mercado da China, que os Estados Unidos e outras potências europeias vinham dominando. Em 19 de outubro de 1939, o embaixador americano no Japão, Joseph Grew, em um discurso formal à Sociedade América-Japão declarou:
a nova ordem no Leste Asiático parece incluir, entre outras coisas, privar os americanos de seus direitos há muito estabelecidos na China, e a isso o povo americano se opõe ... Os direitos e interesses americanos na China estão sendo prejudicados ou destruídos pelas políticas e ações das autoridades japonesas na China.
Em 1937, o Japão invadiu a Manchúria e a China propriamente dita. Sob o disfarce de Esfera de Coprosperidade da Grande Ásia Oriental, com slogans como "Ásia para os asiáticos!" O Japão procurou remover a influência das potências ocidentais na China e substituí-la pelo domínio japonês.
O conflito em curso na China levou a um conflito cada vez mais profundo com os Estados Unidos, onde a opinião pública ficou alarmada com eventos como o Massacre de Nanquim e o crescente poder japonês. Longas negociações foram realizadas entre os Estados Unidos e o Japão. Quando o Japão se moveu para a parte sul da Indochina Francesa, o presidente Franklin D. Roosevelt optou por congelar todos os ativos japoneses nos Estados Unidos. A consequência pretendida disso foi a suspensão dos embarques de petróleo dos Estados Unidos para o Japão, que fornecia 80% das importações de petróleo japonesas. A Países Baixos e o Reino Unido seguiram o exemplo. Com reservas de petróleo que durariam apenas um ano e meio em tempos de paz (muito menos em tempos de guerra), esta Linha ABCD deixou o Japão com duas opções: cumprir a demanda liderada pelos Estados Unidos para sair da China ou apreender os campos de petróleo nas Índias Orientais Neerlandesas#Segunda Guerra Mundial e independência|Índias Orientais Neerlandesas]]. O governo japonês considerou inaceitável se retirar da China.

### Debate Mason-Overy: Teoria da "Fuga para a Guerra"
No final dos anos 1980, o historiador britânico Richard Overy se envolveu em uma disputa histórica com Timothy Mason que se desenrolou principalmente nas páginas do jornal Past and Present sobre os motivos da eclosão da Segunda Guerra Mundial em 1939. Mason argumentou que uma "Fuga para a Guerra" foi imposta a Adolf Hitler por uma crise econômica estrutural, que confrontou Hitler com a escolha de tomar decisões econômicas difíceis ou agressão. Overy argumentou contra a tese de Mason, sustentando que embora a Alemanha Nazista enfrentasse problemas econômicos em 1939, a extensão desses problemas não pode explicar a agressão contra a Polônia e as razões para a eclosão da guerra foram devido às escolhas feitas pela liderança nazista.
Mason argumentou que a classe trabalhadora alemã sempre foi contra a ditadura nazista; que na superaquecida economia alemã do final da década de 1930, os trabalhadores alemães podiam forçar os empregadores a conceder salários mais altos, partindo para outra empresa que concederia os aumentos salariais desejados; e que tal forma de resistência política forçou Hitler a ir para a guerra em 1939. Assim, a eclosão da [Segunda Guerra Mundial foi causada por problemas econômicos estruturais, uma "Fuga para a Guerra" imposta por uma crise interna. Os principais aspectos da crise foram, de acordo com Mason, uma recuperação econômica instável que foi ameaçada por um programa de rearmamento que oprimiu a economia e no qual a arrogância nacionalista do regime limitou suas opções. Desta forma, Mason articulou uma visão Primat der Innenpolitik ("primazia da política doméstica") das origens da Segunda Guerra Mundial através do conceito de imperialismo social. A tese do Primat der Innenpolitik de Mason estava em contraste marcante com o Primat der Außenpolitik ("primazia da política externa"), que geralmente é usado para explicar a guerra. Na opinião de Mason, a política externa alemã foi impulsionada por considerações políticas internas, e o início da Segunda Guerra Mundial em 1939 foi melhor entendido como uma "variante bárbara do imperialismo social".
Mason argumentou: "A Alemanha Nazista sempre esteve inclinada em algum momento a uma grande guerra de expansão". No entanto, Mason argumentou que o momento de tal guerra foi determinado por pressões políticas internas, especialmente no que se refere a uma economia decadente, e não tinha nada a ver com o que Hitler queria. Na visão de Mason, de 1936 a 1941, o estado da economia alemã, e não a "vontade" ou "intenções" de Hitler, era o determinante mais importante nas decisões de política externa alemã.
Mason argumentou que os líderes nazistas estavam tão profundamente assombrados pela Revolução Alemã de 1918-1919 que não estavam dispostos a ver qualquer queda nos padrões de vida da classe trabalhadora por medo de que isso pudesse provocar uma repetição. De acordo com Mason, em 1939, o "superaquecimento" da economia alemã causado pelo rearmamento, o fracasso de vários planos de rearmamento produzidos pela escassez de trabalhadores qualificados, agitação industrial causada pelo colapso das políticas sociais alemãs e a queda acentuada na vida os padrões para a classe trabalhadora alemã forçaram Hitler a ir para a guerra em uma época e lugar que não eram de sua escolha.
Mason afirmou que, quando confrontada com a profunda crise socioeconômica, a liderança nazista decidiu embarcar em uma política externa implacável de "esmagar e agarrar" para tomar território na Leste Europeu que poderia ser saqueado impiedosamente para sustentar os padrões de vida na Alemanha. Mason descreveu a política externa alemã como impulsionada por uma síndrome oportunista da "próxima vítima" após o Anschluss, em que a "promiscuidade de intenções agressivas" foi alimentada por cada movimento de política externa bem-sucedido. Mason considerou a decisão de assinar o Pacto de Não-Agressão Germano-Soviético e de atacar a Polônia, apesar do risco de uma guerra com o Reino Unido e a França, o abandono por Hitler de seu programa de política externa delineado em Mein Kampf que foi imposto a ele por seu necessidade de parar o colapso da economia alemã, tomando território no exterior para ser saqueado.
Para Overy, o problema com a tese de Mason era que ela se apoiava na suposição de que, de uma forma não demonstrada pelos registros, as informações eram repassadas a Hitler sobre os problemas econômicos da Alemanha. Overy argumentou que havia uma diferença entre as pressões econômicas induzidas pelos problemas do Plano Quadrienal e os motivos econômicos para apreender matérias-primas, indústria e reservas estrangeiras de estados vizinhos como forma de acelerar o Plano Quadrienal. Overy afirmou que Mason minimizou a capacidade repressiva do Estado alemão como forma de lidar com a infelicidade doméstica. Finalmente, Overy argumentou que há evidências consideráveis de que a Alemanha sentiu que poderia dominar os problemas econômicos do rearmamento. Como disse um funcionário público em janeiro de 1940, "já superamos tantas dificuldades no passado, que também aqui, se uma ou outra matéria-prima se tornar extremamente escassa, sempre encontraremos maneiras e meios para sair de um problema".

## Causas próximas

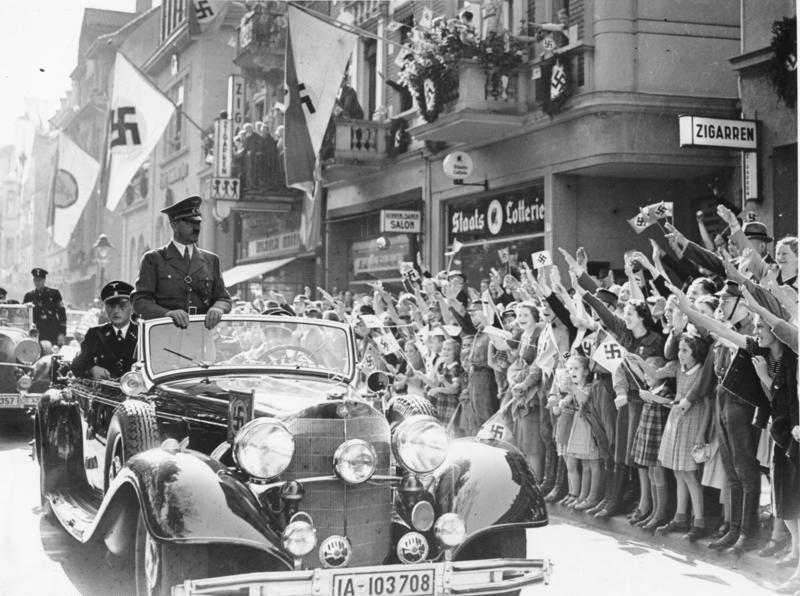
Adolf Hitler em Bad Godesberg, Alemanha Nazista, 1938

### Ditadura nazista
Adolf Hitler e seus nazistas assumiram o controle total da Alemanha em 1933-1934 (Machtergreifung), transformando-a em uma ditadura com uma visão altamente hostil em relação ao Tratado de Versalhes de 1919 e aos judeus. Resolveu sua crise de desemprego com pesados gastos militares.
As táticas diplomáticas de Hitler consistiam em fazer exigências aparentemente razoáveis e, em seguida, ameaçar com guerra se não fossem atendidas; concessões foram feitas, ele as aceitou e passou para uma nova demanda. Quando os oponentes tentaram apaziguá-lo, ele aceitou os ganhos oferecidos e foi para o próximo alvo. Essa estratégia agressiva funcionou quando a Alemanha se retirou da Liga das Nações (1933), rejeitou o Tratado de Versalhes e começou a se rearmar com o Acordo Naval Anglo-Germânico (1935), reconquistou o Sarre (1935), remilitarizou a Renânia (1936), formou uma aliança ("Eixo") com a Itália de Benito Mussolini (1936), enviou ajuda militar maciça a Francisco Franco na Guerra Civil Espanhola (1936-1939),
tomou a Áustria (1938), assumiu a Checoslováquia após os britânicos e o apaziguamento francês do Acordo de Munique de 1938, formou um pacto de paz com a União Soviética de Josef Stalin em agosto de 1939, e finalmente invadiu a Polônia em setembro de 1939.

### Remilitarização da Renânia
Em violação do Tratado de Versalhes e do espírito dos Tratados de Locarno e da Conferência de Stresa, a Alemanha Nazista remilitarizou a Renânia em 7 de março de 1936. Ele moveu as tropas alemãs para a parte ocidental da Alemanha onde, de acordo com o Tratado de Versalhes, onde as tropas não eram permitidas. A França não poderia agir devido à instabilidade política da época. O rei Eduardo VIII do Reino Unido, que considerou injusta a disposição do Tratado de Versalhes, ordenou que o governo se retirasse.

### Invasão italiana da Etiópia
Após a Conferência de Stresa e mesmo como reação ao Acordo Naval Anglo-Germânico, o ditador italiano Benito Mussolini tentou expandir o Império Italiano na África invadindo o Império Etíope. A Liga das Nações declarou a Itália como agressora e impôs sanções às vendas de petróleo que se mostraram ineficazes. A Itália anexou a Império Etíope em 7 de maio e fundiu o Império Etíope, Eritreia e a Somalilândia em uma única colônia, conhecida como África Oriental Italiana. Em 30 de junho de 1936, o imperador etíope Haile Selassie fez um comovente discurso perante a Liga das Nações denunciando as ações da Itália e criticando a comunidade mundial por estar de lado. Ele avisou: "Somos nós hoje. Será você amanhã". Como resultado da condenação da Liga à Itália, Mussolini declarou a retirada do país da organização.

### Guerra Civil Espanhola

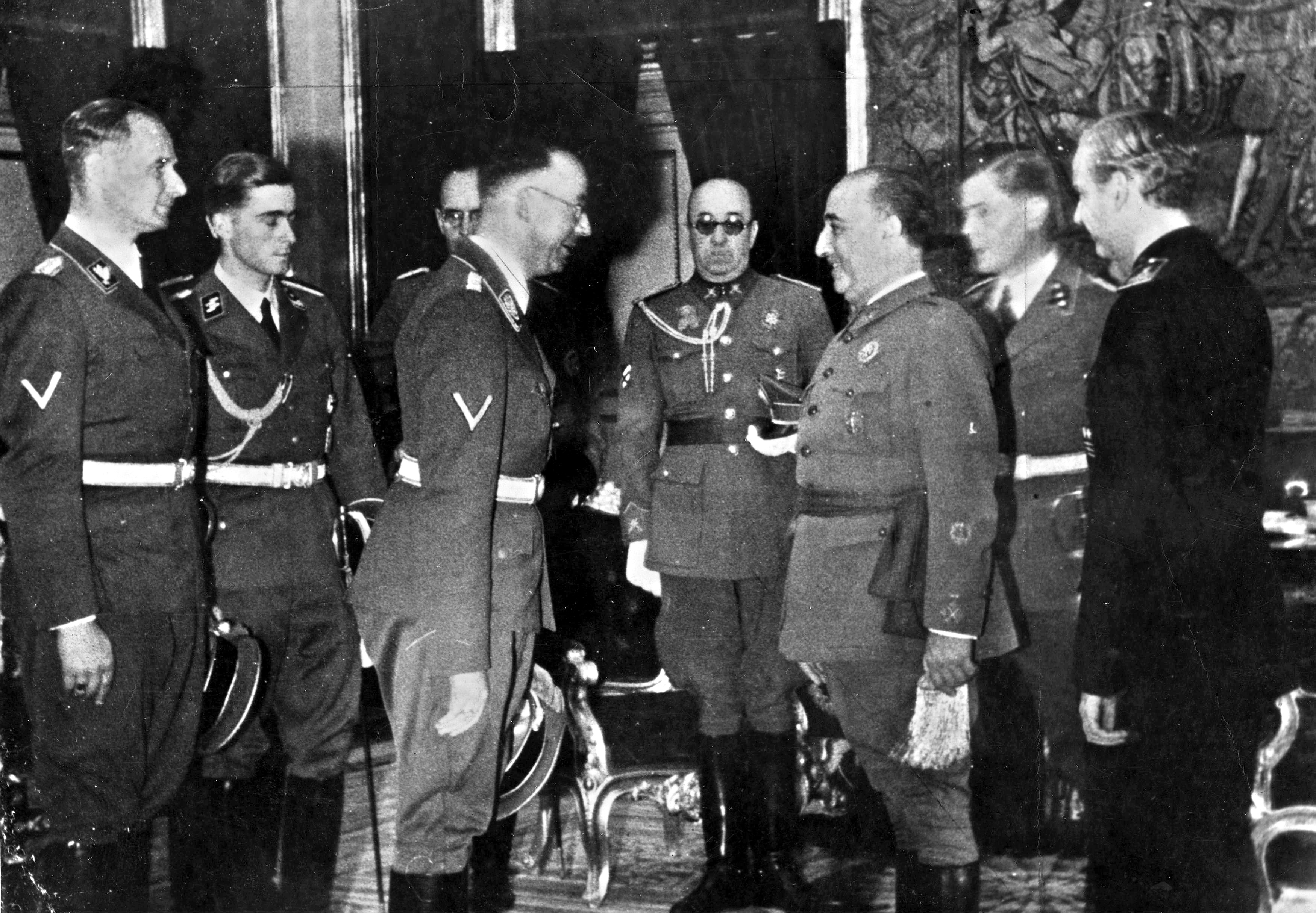
Francisco Franco e Heinrich Himmler em Madrid, 1940

Entre 1936 e 1939, a Alemanha Nazista e a Itália apoiaram os nacionalistas liderados pelo general Francisco Franco na Espanha, enquanto a União Soviética apoiou o governo existente democraticamente eleito, a República Espanhola, liderada por Manuel Azaña. Ambos os lados experimentaram novas armas e táticas. A Liga das Nações nunca esteve envolvida e as principais potências da Liga permaneceram neutras e tentaram (com pouco sucesso) impedir o envio de armas para a Espanha. Os nacionalistas acabaram derrotando os republicanos em 1939.
A Espanha negociou a adesão ao Eixo, mas permaneceu neutra durante a Segunda Guerra Mundial e fez negócios com os dois lados. Também enviou uma unidade de voluntários para ajudar os alemães contra a União Soviética. Embora tenha sido considerado nas décadas de 1940 e 1950 como um prelúdio para a Segunda Guerra Mundial e prefigurou a guerra em certa medida (uma vez que a transformou em um concurso antifascista após 1941), não tinha nenhuma semelhança com a guerra que começou em 1939 e não teve nenhum papel importante em causá-lo.

### Segunda Guerra Sino-Japonesa
Em 1931, o Império do Japão se aproveitou da fraqueza da China na Era do Senhores da Guerra e fabricou o Incidente de Mukden em 1931 para estabelecer o estado fantoche de Manchukuo na Manchúria, com Pu Yi, que havia sido o último imperador da China, como seu imperador. Em 1937, o Incidente da Ponte Marco Polo desencadeou a Segunda Guerra Sino-Japonesa.
A invasão foi iniciada com o bombardeio de muitas cidades como Xangai, Nanquim e Guangzhou. O último, que começou em 22 e 23 de setembro de 1937, suscitou protestos generalizados que culminaram em uma resolução do Comitê Consultivo Oriental da Liga das Nações. O Exército Imperial Japonês capturou a capital chinesa de Nanquim e cometeu crimes de guerra no Massacre de Nanquim. A guerra prendeu um grande número de soldados chineses, então o Japão estabeleceu três estados fantoches chineses para obter algum apoio chinês.

### Anschluss

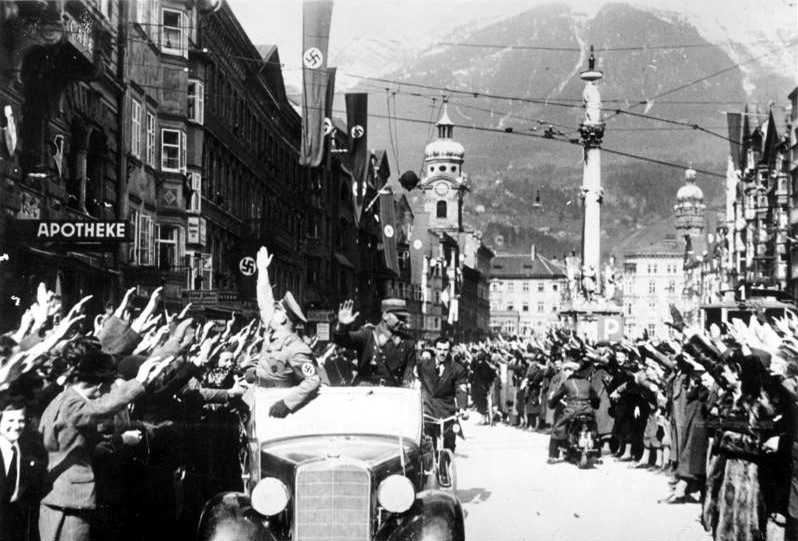
Multidões aplaudindo os nazistas em Innsbruck

O Anschluss foi a anexação de 1938 por ameaça de força da Áustria à Alemanha Nazista. Historicamente, a ideia de Pan-germanismo de criar uma Grande Alemanha para incluir todos os alemães étnicos em um estado-nação popular para os alemães na Áustria e na Alemanha.
Um dos pontos do Partido Nazista era "Exigimos a unificação de todos os alemães na Grande Alemanha com base no direito do povo à autodeterminação".
A Conferência de Stresa de 1935 entre Reino Unido, França e Itália garantiu a independência da Áustria, mas após a criação do Eixo Roma-Berlim, Benito Mussolini estava muito menos interessado em defender sua independência.
O governo austríaco resistiu o máximo possível, mas não teve apoio externo e finalmente cedeu às ardentes demandas de Adolf Hitler. Nenhuma luta ocorreu porque a maioria dos austríacos estava entusiasmada e a Áustria foi totalmente absorvida como parte da Alemanha. Potências externas não fizeram nada. A Itália tinha poucos motivos para continuar a se opor à Alemanha e foi atraída para mais perto dos nazistas.

### Acordo de Munique
A Região dos Sudetas eram uma região predominantemente alemã na Checoslováquia, ao longo da fronteira com a Alemanha Nazista. Tinha mais de 3 milhões de alemães étnicos, que compreendiam quase um quarto da população da Checoslováquia. No Tratado de Versalhes, foi entregue à Checoslováquia contra a vontade da maioria da população local. A decisão de desconsiderar seu direito à autodeterminação foi baseada na intenção da França de enfraquecer a Alemanha. Grande parte da Região dos Sudetas foi industrializada.

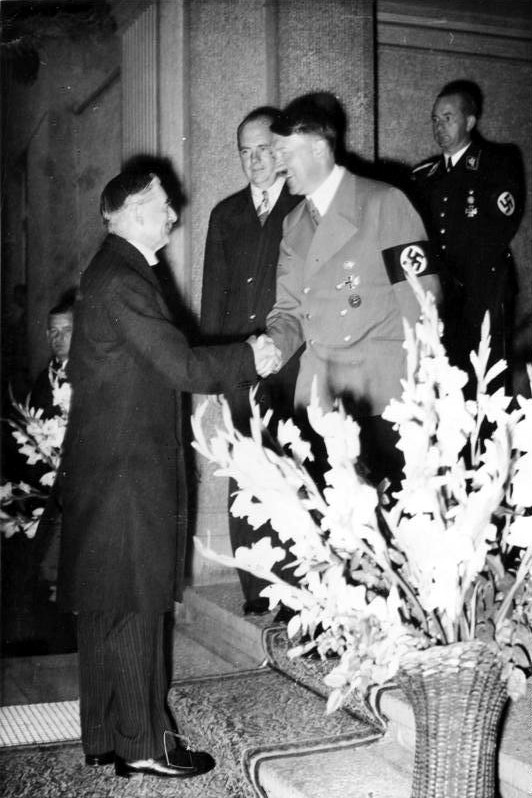
O Primeiro-ministro do Reino Unido Neville Chamberlain e Adolf Hitler em uma reunião na Alemanha Nazista em 24 de setembro de 1938, onde Hitler exigiu a anexação das áreas de fronteira da Checoslováquia sem demora.

A Checoslováquia tinha um exército moderno de 38 divisões, apoiado por uma indústria de armamentos bem conhecida (Škoda), bem como por alianças militares com a França e a União Soviética. No entanto, sua estratégia defensiva contra a Alemanha baseava-se nas montanhas da Região dos Sudetas. Hitler pressionou pela incorporação da Região dos Sudetas à Alemanha e apoiou grupos separatistas alemães na região. A suposta brutalidade e perseguição da Checoslováquia durante o governo de Praga ajudaram a estimular tendências nacionalistas, assim como a imprensa nazista. Após o Anschluss, todos os partidos alemães (exceto o Partido Social-Democrata da Alemanha) se fundiram com o Partido Alemão dos Sudetas (SdP). A atividade paramilitar e a violência extremista atingiram seu pico durante o período, e o governo checoslovaco declarou lei marcial em partes da Região dos Sudetas para manter a ordem. Isso só complicou a situação, especialmente porque o nacionalismo eslovaco estava crescendo, por suspeita de Praga e do incentivo nazista. Citando a necessidade de proteger os alemães na Checoslováquia, a Alemanha solicitou a anexação imediata da Região dos Sudetas.
No Acordo de Munique de 30 de setembro de 1938, os primeiros-ministros britânico, francês e italiano apaziguaram Hitler dando-lhe o que ele queria, na esperança de que não quisesse mais. Os poderes conferidos permitiram à Alemanha mover tropas para a região e incorporá-las ao Reich "pelo bem da paz". Em troca, Hitler deu sua palavra de que a Alemanha não faria mais reivindicações territoriais na Europa. A Checoslováquia não foi autorizada a participar da conferência. Quando os negociadores franceses e britânicos informaram os representantes da Checoslováquia sobre o acordo e que, se a Checoslováquia não o aceitasse, a França e o Reino Unido considerariam a Checoslováquia a responsável pela guerra, o presidente da Checoslováquia, Edvard Beneš, capitulou, e a Alemanha ficou com a Região dos Sudetas sem oposição.
As políticas de Neville Chamberlain têm sido objeto de intenso debate por mais de 70 anos entre acadêmicos, políticos e diplomatas. As avaliações dos historiadores vão desde a condenação por permitir que a Alemanha de Hitler ficasse forte demais até o julgamento de que a Alemanha era tão forte que poderia muito bem vencer uma guerra e que o adiamento de um confronto era do interesse de seu país.

#### Ocupação alemã e a independência eslovaca

Todos os territórios tomados da Checoslováquia por seus vizinhos em outubro de 1938 ("Ditado de Munique") e março de 1939

Em março de 1939, quebrando o Acordo de Munique, as tropas alemãs invadiram Praga e, com a declaração da independência dos eslovacos, a Checoslováquia desapareceu como país. Toda a provação acabou com a política de apaziguamento francesa e britânica.

### Invasão italiana da Albânia
Após a ocupação alemã da Checoslováquia, Benito Mussolini temia que a Itália se tornasse um membro de segunda categoria do Eixo. A Itália entregou a Tirana um ultimato em 25 de março de 1939, exigindo a adesão à ocupação da Albânia pela Itália. O rei Zog I da Albânia se recusou a aceitar dinheiro em troca de permitir a completa aquisição italiana e a colonização da Albânia.
Em 7 de abril de 1939, as tropas italianas invadiram a Albânia, que foi ocupada após uma campanha de três dias, com resistência mínima oferecida pelas forças albanesas.

### Guerra fronteiriça Soviético-Japonesa
Em 1939, os japoneses atacaram o oeste da Manchúria até a República Popular da Mongólia, após a Batalha do Lago Khasan em 1938. Eles foram derrotados de forma decisiva pelas unidades soviéticas, sob o comando do general Gueorgui Júkov. Após a batalha, a União Soviética e o Império do Japão permaneceram em paz até 1945. O Japão olhou para o sul para expandir seu império, levando a um conflito com os Estados Unidos sobre as Filipinas e ao controle das rotas marítimas para as Índias Orientais Neerlandesas. A União Soviética se concentrou em sua fronteira ocidental, mas deixou de 1 milhão a 1.5 milhões de soldados para proteger sua fronteira com o Japão.

### Crise de Danzig

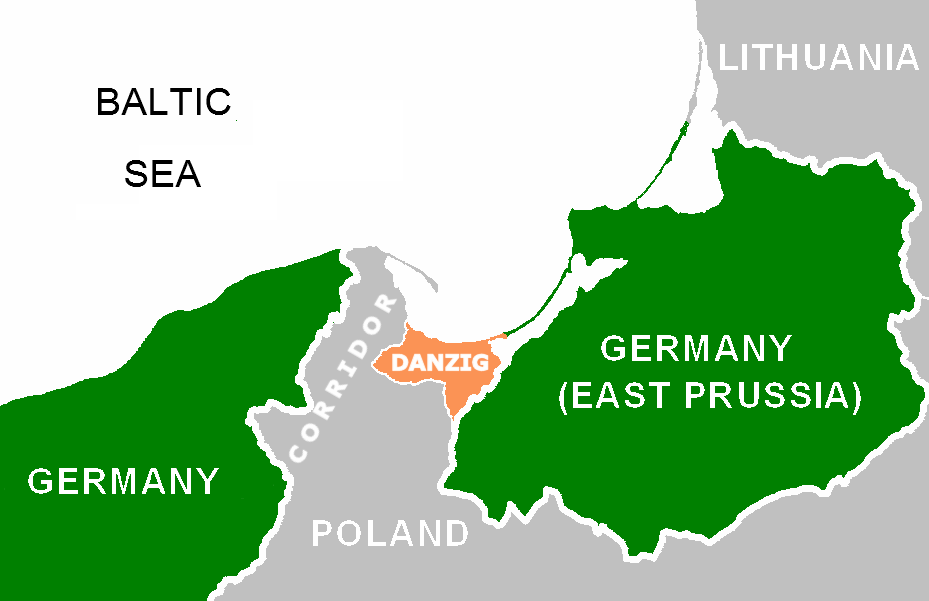
O Corredor Polonês e a Cidade Livre de Danzig

Depois que o destino final da Checoslováquia provou que a palavra do Führer não era confiável, o Reino Unido e a França decidiram mudar de estratégia. Eles decidiram que qualquer nova expansão unilateral alemã seria enfrentada pela força. O próximo alvo natural para a expansão posterior da Alemanha Nazista foi a Polônia, cujo acesso ao mar Báltico fora esculpido na Prússia Ocidental pelo Tratado de Versalhes, tornando a Prússia Oriental um exclave. O principal porto da área, Danzig, havia se tornado uma cidade-estado livre sob influência polonesa garantida pela Liga das Nações, um lembrete gritante aos nacionalistas alemães da cidade livre napoleônica estabelecida após a vitória esmagadora do imperador francês sobre a Prússia em 1807 na Guerra da Quarta Coalizão.
Depois de assumir o poder, o governo nazista fez esforços para estabelecer relações amistosas com a Polônia, resultando na assinatura do Pacto de não-agressão Alemão-Polonês de dez anos com o regime de Józef Piłsudski em 1934. Em 1938, a Polônia participou do desmembramento da Checoslováquia ao anexar Zaolzie. Em 1939, Adolf Hitler reivindicou a extraterritorialidade para o Reichsautobahn Berlin-Königsberg e uma mudança no status de Danzig, em troca de promessas de território nos vizinhos da Polônia e uma extensão de 25 anos do pacto de não-agressão. A Polônia recusou, temendo perder o acesso de fato ao mar, ser subjugada como estado satélite ou estado cliente alemão e futuras exigências alemãs adicionais. Em agosto de 1939, Hitler deu um ultimato à Polônia sobre o status de Danzig.

#### Aliança polonesa
Em março de 1939, o Reino Unido e a França garantiram a independência da Polônia. As reivindicações de Adolf Hitler no verão de 1939 sobre a Cidade Livre de Danzig e o Corredor Polonês provocaram mais uma crise internacional. Em 25 de agosto, o Reino Unido assinou o Pacto de Defesa Comum Polonês-Britânico.

#### Pacto Molotov-Ribbentrop
Nominalmente, o Pacto Molotov-Ribbentrop foi um pacto de não-agressão entre a Alemanha Nazista e a União Soviética. Foi assinado em Moscou em 23 de agosto de 1939, pelo ministro das Relações Exteriores soviético Viatcheslav Molotov e o ministro das Relações Exteriores alemão Joachim von Ribbentrop.
Em 1939, nem a Alemanha nem a União Soviética estavam prontas para entrar em guerra entre si. A União Soviética havia perdido território para a Polônia em 1920. Embora oficialmente rotulado como um "tratado de não-agressão", o pacto incluía um protocolo secreto no qual os países independentes Finlândia, Estônia, Letônia, Lituânia, Polônia e Romênia foram divididos em esferas de interesse das partes. O protocolo secreto pressupunha explicitamente "rearranjos territoriais e políticos" nas áreas desses países.
Todos os países mencionados foram invadidos, ocupados ou forçados a ceder parte de seu território para a União Soviética, Alemanha ou ambos.

## Declarações de guerra

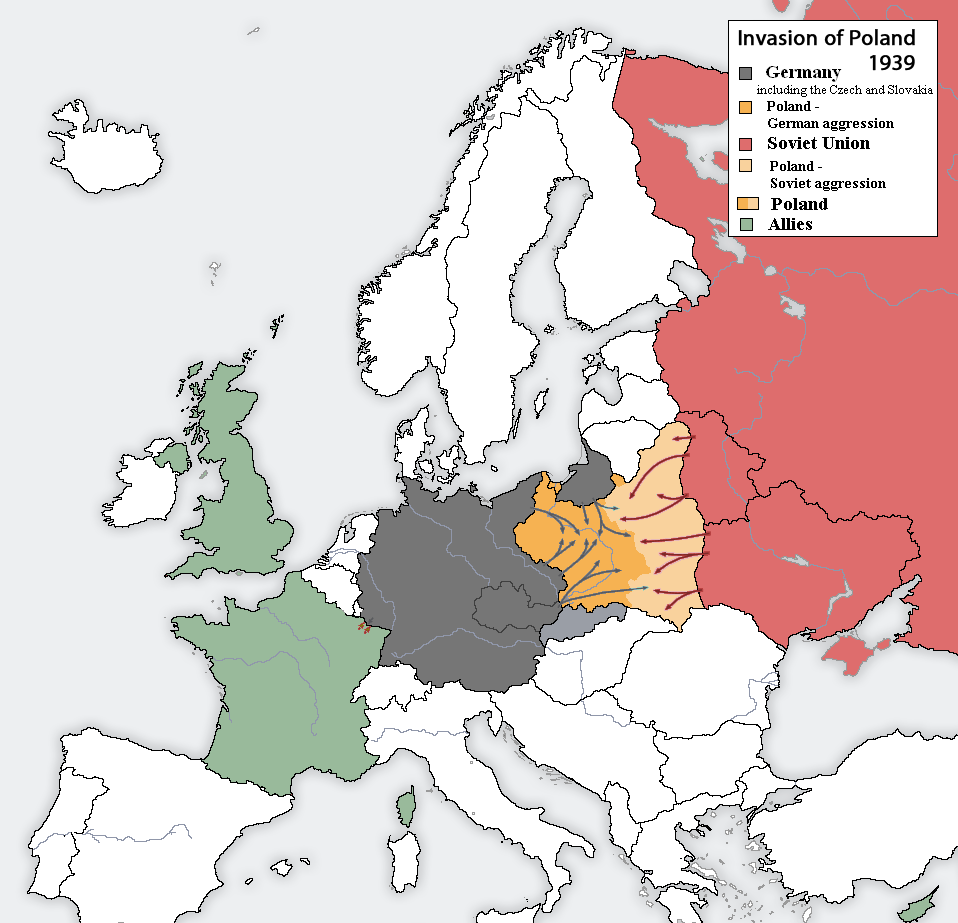
A Alemanha Nazista invadiu a Polônia em 1 de setembro de 1939, o que levou diretamente à declaração anglo-francesa de guerra contra a Alemanha em 3 de setembro. A União Soviética se juntou à invasão da Polônia pela Alemanha em 17 de setembro.

### Invasão da Polônia
Entre 1919 e 1939, a Polônia seguiu uma política de equilíbrio entre a União Soviética e a Alemanha Nazista, buscando pactos de não-agressão com ambas. No início de 1939, a Alemanha exigiu que a Polônia se juntasse ao Pacto Anti-comintern como um estado satélite da Alemanha. A Polônia, temendo uma perda de independência, se recusou, e Adolf Hitler disse a seus generais em 23 de maio de 1939 que a razão para invadir a Polônia não era Danzig: "Danzig não é a questão em jogo. É uma questão de estender nosso espaço vital no Leste ..." Para dissuadir Hitler, o Reino Unido e a França anunciaram que uma invasão significaria guerra e tentaram convencer a União Soviética a se juntar a essa dissuasão. A União Soviética, porém, ganhou o controle dos estados bálticos e partes da Polônia se aliando à Alemanha, o que fez por meio do Pacto Molotov-Ribbentrop secreto em agosto de 1939. A tentativa de dissuasão do Reino Unido falhou, mas Hitler não esperava uma guerra mais ampla. A Alemanha invadiu a Polônia em 1 de setembro de 1939 e rejeitou as exigências britânicas e francesas de sua retirada, resultando em sua declaração de guerra em 3 de setembro de 1939, de acordo com os tratados de defesa com a Polônia que haviam assinado e anunciado publicamente.

### Invasão da União Soviética
A Alemanha Nazista atacou a União Soviética em junho de 1941. Adolf Hitler acreditava que a União Soviética poderia ser derrotada em um ataque acelerado e implacável que iria capitular o estado mal preparado da União Soviética e esperava que o sucesso lá levasse o Reino Unido à mesa de negociações, encerrando a guerra por completo.

### Ataques a Pearl Harbor, Filipinas, Malásia Britânica, Cingapura e Hong Kong
O governo dos Estados Unidos e o público americano em geral apoiaram a China, condenando as políticas colonialistas das potências europeias e do Império do Japão e promovendo a chamada Política de Portas Abertas. Muitos americanos viam os japoneses como uma raça agressiva e/ou inferior. O Governo Nacionalista de Chiang Kai-shek mantinha relações amigáveis com os Estados Unidos, que se opunham à invasão da China pelo Japão em 1937 e consideravam isso uma violação do direito internacional e da soberania da China. Os Estados Unidos ofereceram ao Governo Nacionalista assistência diplomática, econômica e militar durante sua guerra contra o Japão. O atrito diplomático entre os Estados Unidos e o Japão se manifestou em eventos como o incidente do USS Panay em 1937 e o Incidente Allison em 1938.

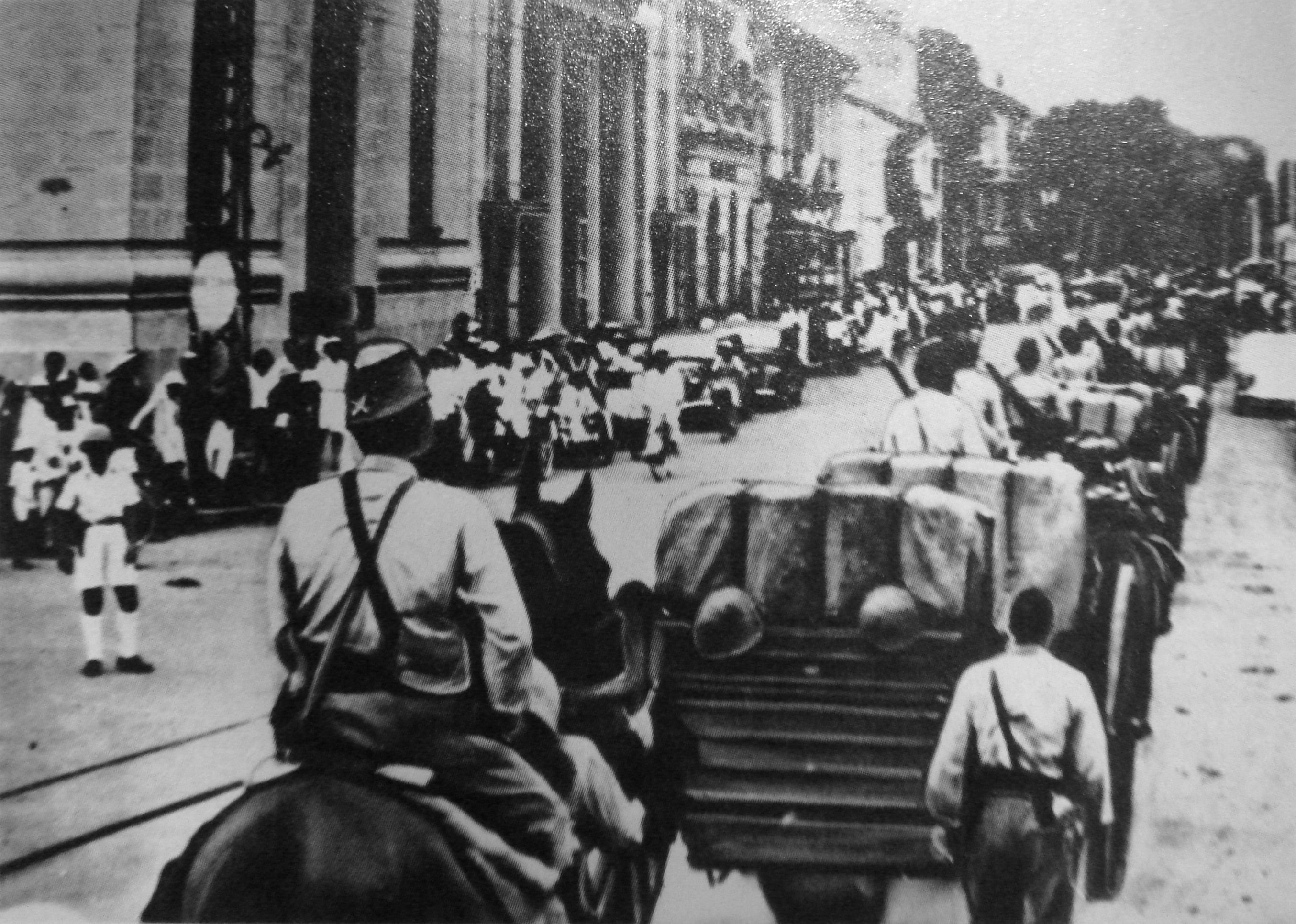
Tropas japonesas entrando em Saigon

Reagindo à pressão japonesa sobre as autoridades francesas da Indochina Francesa para interromper o comércio com a China, os Estados Unidos começaram a restringir o comércio com o Japão em julho de 1940. O fim de todos os embarques de petróleo em 1941 foi decisivo, uma vez que os Estados Unidos, Reino Unido e os Países Baixos forneciam quase todo o petróleo do Japão. Em setembro de 1940, os japoneses invadiram a Indochina francesa de Vichy e ocuparam Tonquim para impedir a China de importar armas e combustível pela Indochina francesa ao longo da ferrovia Sino-Vietnamita do porto de Haifom por Hanói a Kunming em Iunã. Os Estados Unidos decidiram que os japoneses haviam ido longe demais e decidiram forçar uma reversão de seus ganhos. Em 1940 e 1941, os Estados Unidos e a China decidiram organizar um esquadrão voluntário de aviões e pilotos americanos para atacar o Japão a partir de bases chinesas. Conhecida como Tigres Voadores, a unidade era comandada por Claire Lee Chennault. Seu primeiro combate aconteceu duas semanas após o ataque a Pearl Harbor.
Aproveitando a situação, a Tailândia iniciou a Guerra Franco-Tailandesa em outubro de 1940. O Japão interveio como mediador na guerra em maio de 1941, permitindo que seu aliado ocupasse as províncias vizinhas no Camboja e no Laos. Em julho de 1941, quando a Operação Barbarossa havia neutralizado efetivamente a ameaça soviética, a facção da junta militar japonesa que apoiava a "Estratégia do Sul" forçou a ocupação do resto da Indochina Francesa.
Os Estados Unidos reagiram procurando interromper totalmente o esforço de guerra japonês, impondo um embargo total a todo o comércio entre os Estados Unidos e o Japão em 18 de agosto de 1941, exigindo a retirada japonesa de todas as tropas da China e da Indochina. O Japão dependia dos Estados Unidos em 80% de seu petróleo, resultando em uma crise econômica e militar para o Japão, que não poderia continuar seu esforço de guerra com a China sem acesso a petróleo e derivados.

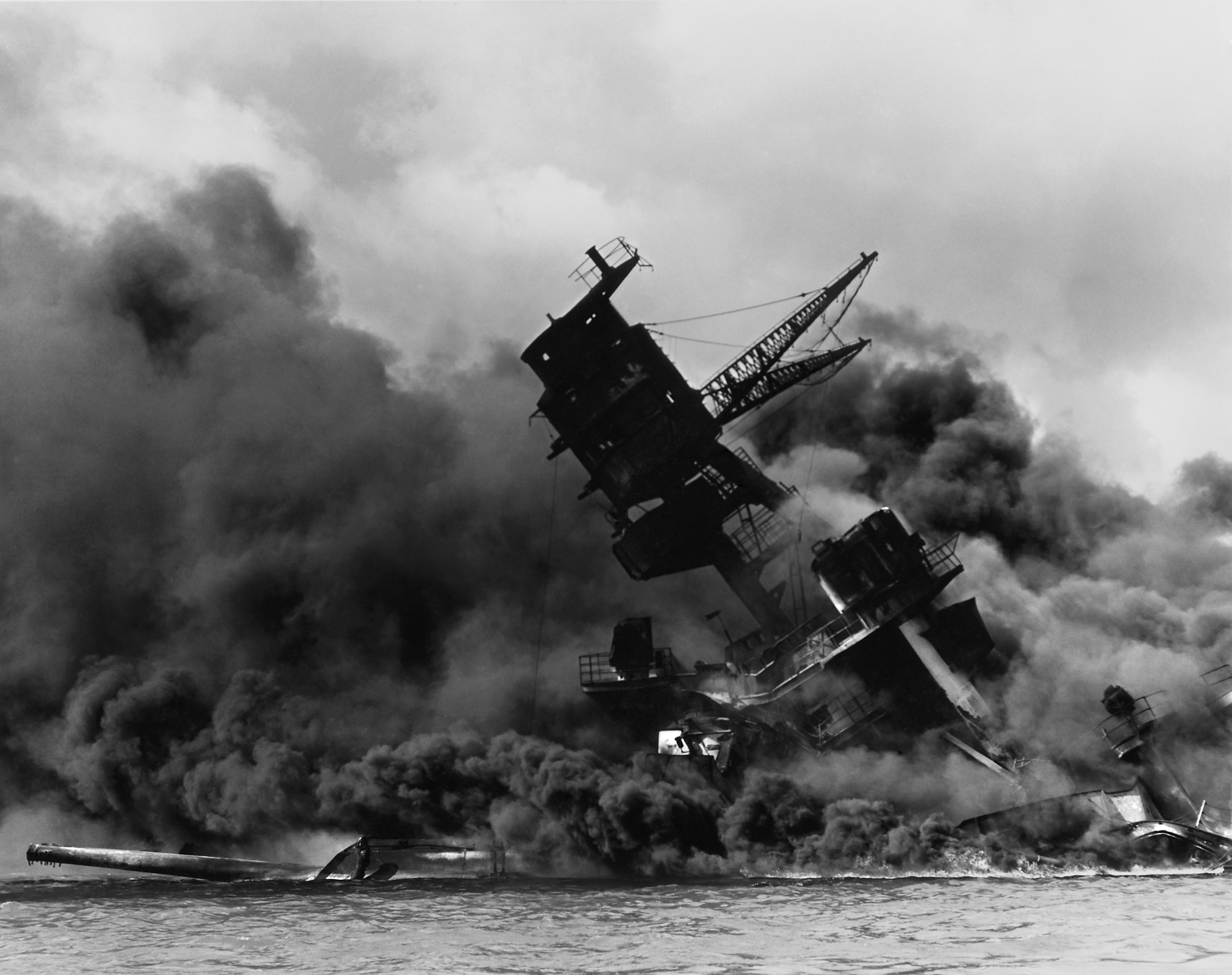
Ataque a Pearl Harbor, dezembro de 1941

Em 7 de dezembro de 1941, sem qualquer declaração prévia de guerra, a Marinha Imperial Japonesa atacou Pearl Harbor com o objetivo de destruir a principal frota de batalha americana fundeada. Ao mesmo tempo, outras forças japonesas atacaram as Filipinas e o Império Britânico na Malaia, Cingapura e Hong Kong. No dia seguinte, uma declaração oficial de guerra japonesa aos Estados Unidos e ao Império Britânico foi impressa na primeira página de todas as edições noturnas de jornais japoneses. As diferenças de fuso horário internacionais fizeram com que o anúncio ocorresse entre a meia-noite e as 3 da manhã de 8 de dezembro na América do Norte e cerca das 8 da manhã de 8 de dezembro no Reino Unido.
O Canadá declarou guerra ao Japão na noite de 7 de dezembro; uma proclamação real confirmou a declaração no dia seguinte. O Reino Unido declarou guerra ao Japão na manhã de 8 de dezembro e identificou especificamente os ataques à Malaia, Cingapura e Hong Kong como a causa, mas omitiu qualquer menção a Pearl Harbor. Os Estados Unidos declararam guerra ao Japão na tarde de 8 de dezembro, cerca de nove 9 depois do Reino Unido, e identificaram apenas "atos de guerra não provocados contra o governo e o povo dos Estados Unidos da América" como a causa.
Quatro dias depois, os Estados Unidos foram trazidos para a guerra europeia quando, em 11 de dezembro de 1941, a Alemanha Nazista e a Itália fascista declararam guerra aos Estados Unidos. Adolf Hitler decidiu declarar que o Pacto Tripartite exigia que a Alemanha seguisse a declaração de guerra do Japão, embora os contratorpedeiros americanos escoltando comboios e submarinos alemães já tivessem estado de fato em guerra na Batalha do Atlântico. Essa declaração de guerra acabou com o sentimento isolacionista nos Estados Unidos, que imediatamente retribuiu e entrou formalmente na guerra na Europa.

### França
- Adamthwaite, Anthony. "France and the Coming of War" in Patrick Finney, ed., The Origins of the Second World War (Arnold, 1997)
- Boyce, Robert, French Foreign and Defence Policy, 1918–1940: The Decline and Fall of a Great Power (1998) online
- Boxer, Andrew. "French Appeasement: Andrew Boxer Considers Explanations for France's Disastrous Foreign Policy between the Wars". History Review 59 (2007): 45+ online
- Duroselle, Jean-Baptiste. France and the Nazi Threat: The Collapse of French Diplomacy 1932–1939 (2004); translation of his highly influential La décadence, 1932–1939 (1979)
- Nere, J. The Foreign Policy of France from 1914 to 1945 (1975)
- Young, Robert J.  France and the Origins of the Second World War (1996) excerpt, covers historiography in ch 2.